# Живлюк, Владимир Исидорович
Владимир Исидорович Живлюк (22 февраля 1896 — 11 сентября 1965) — генерал-майор танковых войск ВС СССР, начальник Казанского танкового училища с ноября 1942 по февраль 1947 года.

## Биография

### Первая мировая и Гражданская войны
Родился 22 февраля 1896 года в городе Вискитки Блонского уезда Варшавской губернии Царства Польского (ныне центр одноимённой гмины Жирардувского повета Мазовецкого воеводства, Республика Польша. Русский. Окончил Варшавское духовное училище в 1910 году, два класса Холмской духовной семинарии в 1912 году. Работал почтовым чиновником, получил чин коллежского регистратора.
С декабря 1915 года в рядах Русской императорской армии, окончил 5-ю Московскую школу прапорщиков в 1917 году. Служил в 81-м пехотном запасном полку Рыбинска, с февраля 1917 года воевал на Юго-Западном фронте как младший офицер роты 56-го пехотного полка и лейб-гвардии Литовского полка, в сентябре того же года назначен выборным командиром роты лейб-гвардии Литовского полка; демобилизован в январе 1918 года. Воинское звание — прапорщик.
В РККА с 15 июня 1918 года, призван Рогожско-Симоновским районным военкоматом Москвы и назначен командиром роты 6-го Советского пехотного полка. С августа 1918 года по январь 1919 года — участник Гражданской войны, контужен. С марта 1919 года — старший инструктор депо формирования 2-й Московской тяжёлой артиллерийской бригады.

### Межвоенные годы
В декабре 1921 года — командир взвода 9-го батальона Трудовой бригады, с марта 1922 года — помощник командира рота Высшей тактическо-стрелковой школы командного состава РККА имени Коминтерна «Выстрел». В ноябре 1923 года стал слушателем этой школы. В августе 1924 года назначен командиром взвода в школе, с сентября 1925 года — командир роты школы «Выстрел». В январе 1930 года назначен командиром батальона 51-го стрелкового полка, с марта по август того же года — слушатель Ленинградских бронетанковых курсов усовершенствования командного состава, по их окончании назначен помощником командира по строевой части 3-го автоброневого дивизиона.
В мае 1932 года назначен командиром танкового батальона бригады имени Калиновского. В январе 1935 года стал слушателем и начальником курса АКУКС при Военной академии моторизации и механизации, в январе 1936 года назначен командиром батальона курсантов Московско-технического училища (с апреля 1938 года училище дислоцировано в Киеве). В том же 1936 году произведён в майоры. 17 апреля 1938 года произведён в полковники. В августе 1939 года назначен начальником автобронетанковой службы Киевского укрепрайона. 20 июля 1940 года назначен командиром 29-го танкового полка 14-й кавалерийской дивизии. Участник похода в Бессарабию.

### Великая Отечественная война
25 марта 1941 года, в канун начала Великой Отечественной войны Живлюк был назначен командиром 79-го танкового полка 40-й танковой дивизии (расформирована к 10 августа 1941 года). В боях за город Млынов с 26 по 28 июня 1942 года сумел вывести 79-й танковый полк из окружения. С 9 сентября по 15 октября того же года — исполняющий должность командира 45-й танковой бригады. 11 февраля 1942 года назначен командиром 82-й танковой бригады, пост командира занимал до 8 июля 1942 года. В том же году дважды был ранен. 
7 марта 1942 года был осуждён Военным трибуналом Калининского фронта по статье 193-17 УК РСФСР («Злоупотребление властью, превышение власти, бездействие власти») на 7 лет тюрьмы с отсрочкой до окончания войны, но 22 апреля того же года Военным трибуналом 22-й армии судимость была снята с Живлюка как с лица, достаточно проявившего себя в бою. 9 ноября того же года он был назначен начальником Казанского танкового училища. Член ВКП(б) с 1943 года.

### После войны
5 июля 1946 года произведён в генерал-майоры танковых войск. С 18 июля 1947 года в распоряжении командующего БТиМВ ВС СССР, 17 сентября того же года назначен заместителем командира 132-го стрелкового корпуса по БТиМВ. 16 апреля 1948 года назначен на аналогичную должность в 29-м гвардейском стрелковом корпусе, 15 января 1951 года — в 63-й стрелковый корпус, 9 апреля 1951 года — в 35-й гвардейский стрелковый корпус. 8 февраля 1954 года назначен помощником командира 35-го гвардейского стрелкового корпуса по бронетанковой технике. Уволен в запас 18 мая 1955 года по статье 59б.
Скончался 11 сентября 1965 года в Черновцах.

## Награды
- Орден Ленина (21 февраля 1945) — за долголетнюю и безупречную службу в Красной Армии[6]
- Орден Красного Знамени
  - 4 января 1942 — за образцовое выполнение заданий Командования на фронте в борьбе с немецкими захватчиками и проявленные при этом доблесть и мужество[4]
  - 3 ноября 1944 — за долголетнюю и безупречную службу в Красной Армии[7]
  - 20 июня 1949 — за долголетнюю и безупречную службу в Вооружённых силах Союза ССР[8]
- Орден Красной Звезды (21 февраля 1944)[9]
- Медаль «XX лет Рабоче-Крестьянской Красной Армии»[9] (1938)[2]
- Медаль «За победу над Германией в Великой Отечественной войне 1941—1945 гг.» (9 мая 1945)[10]